# 루카시 지마
루카시 지마(체코어: Lukáš Zima, 1994년 1월 9일~)는 체코의 축구 선수이다. 리가 I의 페트롤룰 플로이에슈티에서 골키퍼로 활동히고 있다.

## 구단 경력
코모 1907과의 경기에서 레자나 소속으로 프로 무대 데뷔를 했다.
2018년 7월 30일, 세리에 B 구단인 리보르노 칼초에 임대 이적했으며, 2019년 7월에 완전 이적을 한 뒤, 2020년 9월에 자유 이적을 통해 제노아에 다시 합류했다.
2021년 7월 13일, 네덜란드의 VVV 펜로와 2년 계약을 체결했다. 계약 만료 후에 그는 2023년 6월 20일 루마니아의 페트롤룰 플로이에슈티에 입단했다.